# أستريد السويدية
أستريد من السويد (بالسويدية: Astrid av Sverige) (17 نوفمبر 1905 - 29 أغسطس 1935؛ اسمها الكامل: أستريد صوفي لويز تيرا السويدية)؛ هي ملكة بلجيكا (1934-1935)؛ كانت في الأصل أميرة سويدية من عائلة بيرنادوت. ولدت بتاريخ 17 نوفمبر/تشرين الثاني عام 1905 في ستوكهولم، وأصبحت ملكة بلجيكا بعد زواجها من ليوبولد الثالث الذي أنجبت له ابنين هما ملوك بلجيكا على التوالي بودوان الأول وألبير الثاني وابنة أصبحت فيما بعد دوقة اللوكسمبورغ وهي جوزفين شارلوت.

## حياتها
كانت أستريد ابنة الأمير كارل السويدي، ولدت بعد أيام قليلة من خسارة جدها (من ناحية أبوها) ملك السويد أوسكار الثاني لعرش النرويج، وبعد فترة من الزمن أصبح ذلك العرش من نصيب خالها هوكون السابع الذي كان أحد أمراء الدانمارك، تزوجت بتاريخ 10 نوفمبر/تشرين الثاني عام 1926 من الأمير ليوبولد الذي خلف والده الملك ألبير الأول على عرش بلجيكا بتاريخ 23 فبراير/شباط عام 1934 وفي سبيل ذلك تخلت عن المذهب اللوثري السائد في السويد واعتنقت الكاثوليكية، وسميت ملكة البلجيكيين حتى وفاتها بشكل مأساوي بحادث سيارة في سويسرا بتاريخ 29 أغسطس/آب عام 1935 وهي في الثلاثين من عمرها.
كانت الملكة أستريد محبوبة جداً من قبل الشعب البلجيكي لأنها كانت تحاول دائماً وقدر المستطاع أن تعيش حياة عادية طبيعية حيث أتصف تعاملها مع عموم الناس بالبساطة والود، فلم تكن ترى حرجاً في النزول بين الجموع وفي الاختلاط معهم ومداعبة أطفالهم، وأيضا كانت تفاجئ الجميع باصطحابها أولادها في نزهات في شوارع بروكسل كأي امرأة أخرى. كما اهتمت أيضاً بالفقراء والمنبوذين حيث نظمت عام 1935 في القصر الملكي حملة تبرعات بالثياب وغيرها لصالح المحتاجين. انتقدت كثيراً من قبل المجتمع المخملي في البلاد بسبب عدم التزامها بأصول البروتوكول وهذا ما زاد من شعبيتها بين البلجيكيين.
سبب موت أستريد الملكة المحبوبة صدمة كبيرة للشعب فأصبحت بالنسبة للكثيرين منهم كأسطورة لن تتكرر، وحتى اليوم يعتبرها البعض أفضل ملكة جلست على العرش البلجيكي.